# دور (فیلم ۲۰۲۴)
دور (به انگلیسی: Distant) یک فیلم کمدی و علمی تخیلی آمریکایی آماده اکران به کارگردانی جاش گوردون و ویل اسپک بر اساس فیلمنامه‌ای از اسپنسر کوهن با بازی بازیگرانی چون آنتونی راموس، نائومی اسکات و زکری کینتو است. این فیلم در بحبوحه همه گیری کووید ۱۹ در بوداپست مجارستان فیلمبرداری شد. در طی مراحل پس از تولید، تدوین توسط گریگوری پلاتکین به پایان رسید و موسیقی توسط استیون پرایس ساخته شد. این فیلم قرار است در تاریخ ۱۹ ژانویه ۲۰۲۴ توسط یونیورسال پیکچرز در ایالات متحده اکران شود.

## داستان
سفینه فضایی اندی معدنچی سیارکی مورد اصابت قرار می‌گیرد و او را در سیاره‌ای بیگانه فرود می‌آورد، جایی که او با لباس بقای هوش مصنوعی خود مبارزه می‌کند. او با از دست دادن اکسیژن، از طریق رادیو با یکی از خدمه نائومی که در غلاف فرار او گیر افتاده است، ارتباط برقرار می‌کند و او را به جستجو و نجات او می‌کشاند.

## تولید
فیلمبرداری در بوداپست، مجارستان، در ۲۱ سپتامبر ۲۰۲۰ آغاز شد. فیلمبرداری در ۱۳ نوامبر ۲۰۲۰ به پایان رسید. تا ماه مه ۲۰۲۱، فیلم هنوز در مرحله پس‌تولید بود.